# БГ-Фантастика
БГ-Фантастика e онлайн енциклопедия на български език за българска фантастика. Притежава се от фондация „Фантастика“. Използва безплатния уики софтуер с отворен код „МедияУики“. Дизайнът на логото е дело на Елка Парушева. Енциклопедията стартира през декември 2006 г. Създадена е по идея на Георги Недялков, и е посветена на паметта на Ивайло Рунев (1943 – 1994), български автор на разкази, редактор и съставител в областта на фантастиката, член на Световната асоциация на писателите на научна фантастика.

## История
През ноември 2006 г. се състои събрание на фондация „Фантастика“, на което Георги Недялков дава идея за съставяне на максимално пълна енциклопедия и библиография на българската фантастика. На 14 декември 2006 г. към създаденият сайт БГ-Фантастика е инсталиран безплатния уики софтуер с отворен код „МедияУики“. Към 9 септември 2007 г. основното именно пространство на БГ-Фантастика съдържа 2081 страници.